# مایکل هرلی
مایکل هرلی (انگلیسی: Michael Hurley; ۲۰ دسامبر ۱۹۴۱ – ۱ آوریل ۲۰۲۵) موسیقی‌دان، خواننده و ترانه‌سرای سبک فولک اهل ایالات متحده آمریکا بود. هرلی علاوه بر فعالیت در موسیقی، نقاش و کارتونیست نیز بود. وی بین سال‌های ۱۹۶۳ تا ۲۰۲۵ میلادی فعالیت می‌کرد.